# Балаклавська долина

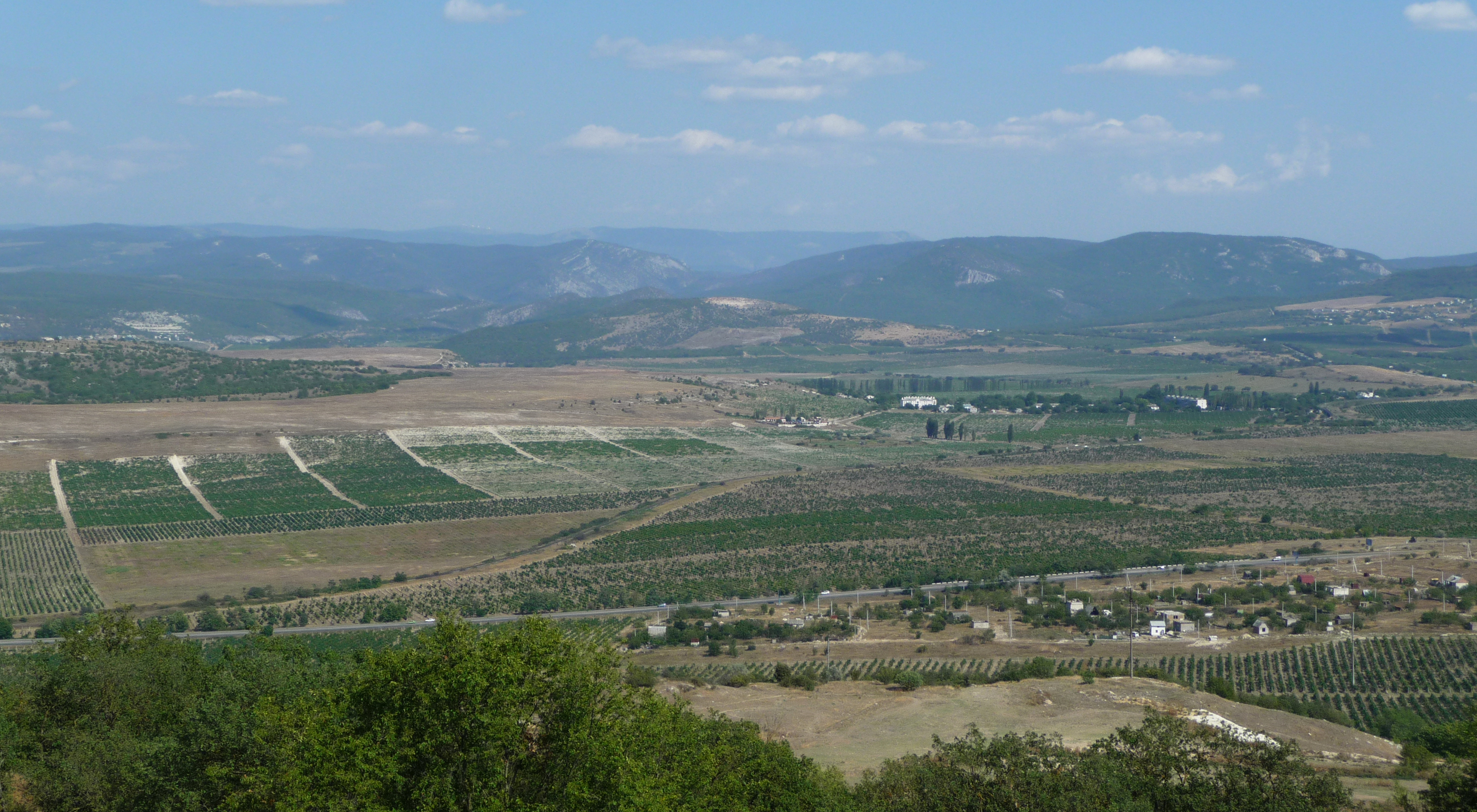
Вид на Балаклавську долину з Сапун-гори

44°31′57″ пн. ш. 33°36′28″ сх. д. / 44.53250° пн. ш. 33.60778° сх. д.
Балаклавська долина (крим. Balıqlava Vadiy) — долина у Криму, в околицях Севастополя.
Розташована між Балаклавською бухтою, Федюхіними висотами, Сапун-горою та Каранським плато. По центру долини проходе пасмо невисоких пагорбів — Семякіних висот.
Переважну площу займають виноградники. Долиною проходить автошлях Севастополь — Ялта.
Житлові поселення: Кадиковка (на півдні, район Балаклави), Первомайка (на півночі), Золота Балка (або 10-й км Балаклавського шосе).
Працює винзавод «Золота Балка».
13 жовтня 1854 у долині відбулася Балаклавська битва, одна з найбільших битв Кримської війни. На згадку про пам'ять полеглим у битві встановлено декілька пам'ятників.